# Kingdom (album de Bilal Hassani)
Pour les articles homonymes, voir Kingdom.
Albums de Bilal Hassani
Contre soirée
(2020)
Singles
1. Roi
Sortie : 4 janvier 2019
2. Jaloux
Sortie : 22 mars 2019
3. Fais beleck
Sortie : 22 mars 2019
4. Je danse encore
Sortie : 6 septembre 2019
5. Monarchie absolue
Sortie : 11 octobre 2019

Kingdom est le premier album studio de Bilal Hassani, sorti le 26 avril 2019.

## Historique
Après avoir été sélectionné pour représenter la France au Concours Eurovision de la chanson 2019 après sa victoire au télé-crochet Destination Eurovision avec sa chanson Roi, Bilal Hassani annonce son premier album en mars 2019. Intitulé Kingdom, il fait référence à Roi, et donc à son « royaume intérieur »,. Il est écrit en trois semaines.

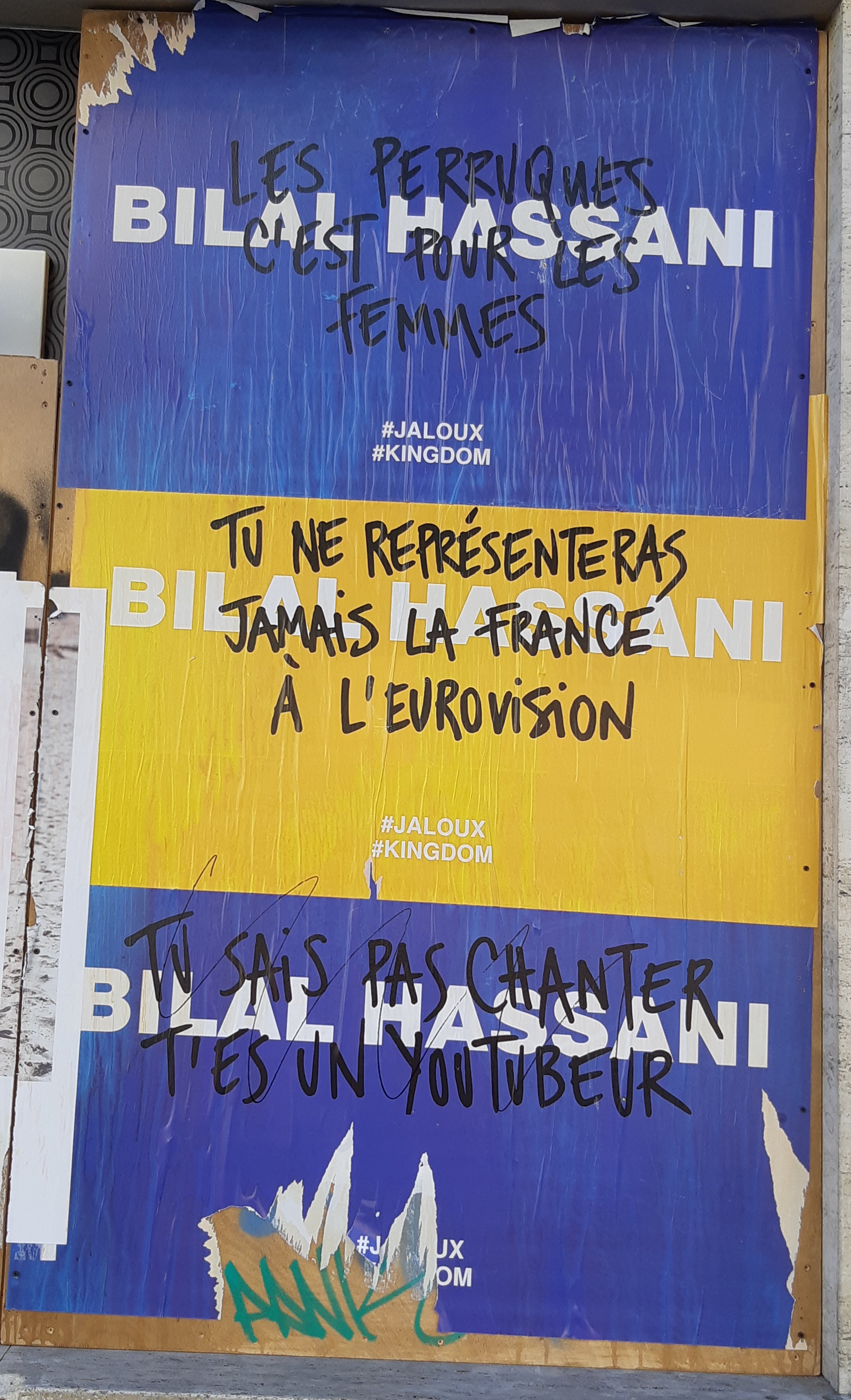
Affiches promotionnelles de Jaloux à Paris.

Le 22 mars, Bilal Hassani sort deux singles promotionnels, Jaloux et Fais beleck. Le premier est une réponse directe à la discrimination (racisme, homophobie, islamophobie, etc...) dont il est victime, et à laquelle il fait face (« Jamais je ne baisserais la tête / Je reste fort et je me répète / Encaisse les coups c'est tous des jaloux ») et le second single fait echo au déni, au refoulement ; en effet ce single serait dédié à un homme anonyme qui n'assumerait pas sa relation amoureuse avec lui (« Ton grand secret, tu veux pas l'avouer / Moi je veux pas rigoler, j'ai pas le temps pour tes conneries baby »). 
Une réédition de l'album sort le 10 octobre, avec deux titres déjà clipés : Je danse encore et Monarchie absolue feat. Alkpote.

## Réception commerciale
En France, l'album se classe 24e du top albums fusionné (streaming + ventes) lors de sa première semaine. Il entre 16e du classement des ventes (physiques et digitales) avec environ 2 600 ventes, en seulement deux jours, selon le site web Pure Charts. 
En Belgique, l'artiste atteint la 68e place du classement des albums wallon.

## Liste des titres
| 1.    | Welcome to My Kingdom           | 1:17 |
| 2.    | Panic                           | 3:28 |
| 3.    | Roi                             | 2:58 |
| 4.    | Poison                          | 3:26 |
| 5.    | Jaloux                          | 2:57 |
| 6.    | Qui cala ?                      | 3:05 |
| 7.    | Fais beleck                     | 2:57 |
| 8.    | The Flow                        | 4:22 |
| 9.    | Boom X3                         | 3:36 |
| 10.   | Basic                           | 3:19 |
| 11.   | O.N.C.                          | 2:55 |
| 12.   | Dans mon seum                   | 3:07 |
| 13.   | Famous                          | 3:21 |
| 14.   | Over You                        | 2:37 |
| 15.   | You Should Have Let Me Love You | 3:17 |
| 46:31 |                                 |      |

Réédition
| 16.   | Je danse encore                          | 3:14 |
| 17.   | Monarchie absolue (feat. Alkpote)        | 3:01 |
| 18.   | Ego                                      | 3:03 |
| 19.   | Les Gens heureux (feat. Madame Monsieur) | 3:00 |
| 20.   | Bruits de couloirs                       | 2:50 |
| 21.   | J'ai pas les mots                        | 3:40 |
| 68:19 |                                          |      |

## Classements
| Classements hebdomadaires (2019) | Meilleure position |
| -------------------------------- | ------------------ |
| Belgique (Wallonie Ultratop)     | 68                 |
| France (SNEP Megafusion)         | 24                 |
| France (SNEP Physique)           | 16                 |
| France (SNEP Téléchargement)     | 9                  |

## Kingdom Tour
Afin de promouvoir son album, Bilal lance sa première tournée à travers la France en 2019.
Setlist : 
1. Welcome to My Kingdom
2. Fais beleck
3. Poison
4. Panic
5. LoveGame (chanson de Lady Gaga / Crazy in Love (chanson de Beyoncé)
6. O.N.C
7. Dans mon seum
8. You Should Have Let Me Love You
9. Qui cala?
10. The Flow
11. Famous
12. Over You
13. Jaloux
14. Monarchie Absolue
15. Boom X3
16. Basic
17. Copines x Tout oublier (mash-up)
18. Je danse encore
19. Roi

| Date              | Ville            | Pays   | Lieu                 |
| ----------------- | ---------------- | ------ | -------------------- |
| 13 septembre 2019 | Mans             | France | Parc des expositions |
| 10 octobre 2019   | Seignosse        | France | Le Tube - Seignosse  |
| 21 octobre 2019   | Paris            | France | Olympia              |
| 24 octobre 2019   | Bordeaux         | France | Théâtre Femina       |
| 26 octobre 2019   | Lyon             | France | Transbordeur         |
| 27 octobre 2019   | Clermont-Ferrand | France | Coopé de Mai         |
| 30 octobre 2019   | Toulouse         | France | Casino               |
| 2 novembre 2019   | Nancy            | France | Salle Poirel         |
| 3 novembre 2019   | Metz             | France | Le Nec Marly         |
| 7 novembre 2019   | Rennes           | France | E=MC2                |
| 8 novembre 2019   | Lille            | France | Le Splendid          |
| 9 novembre 2019   | Besançon         | France | Le Kursaal           |
| 15 novembre 2019  | Caen             | France | Le Cargo             |
| 3 décembre 2019   | Strasbourg       | France | Vox                  |
| 24 janvier 2020   | Noyelles-Godault | France | QG                   |
| 25 janvier 2020   | Cagnes-sur-mer   | France | Place des Arcades    |